# 马尔贝格 (阿尔滕基兴县)
马尔贝尔格是德国莱茵兰-普法尔茨州的一个市镇。总面积4.31平方公里，总人口1053人，其中男性537人，女性516人（2011年12月31日），人口密度244人/平方公里。